# Historia de los árabes en Palestina

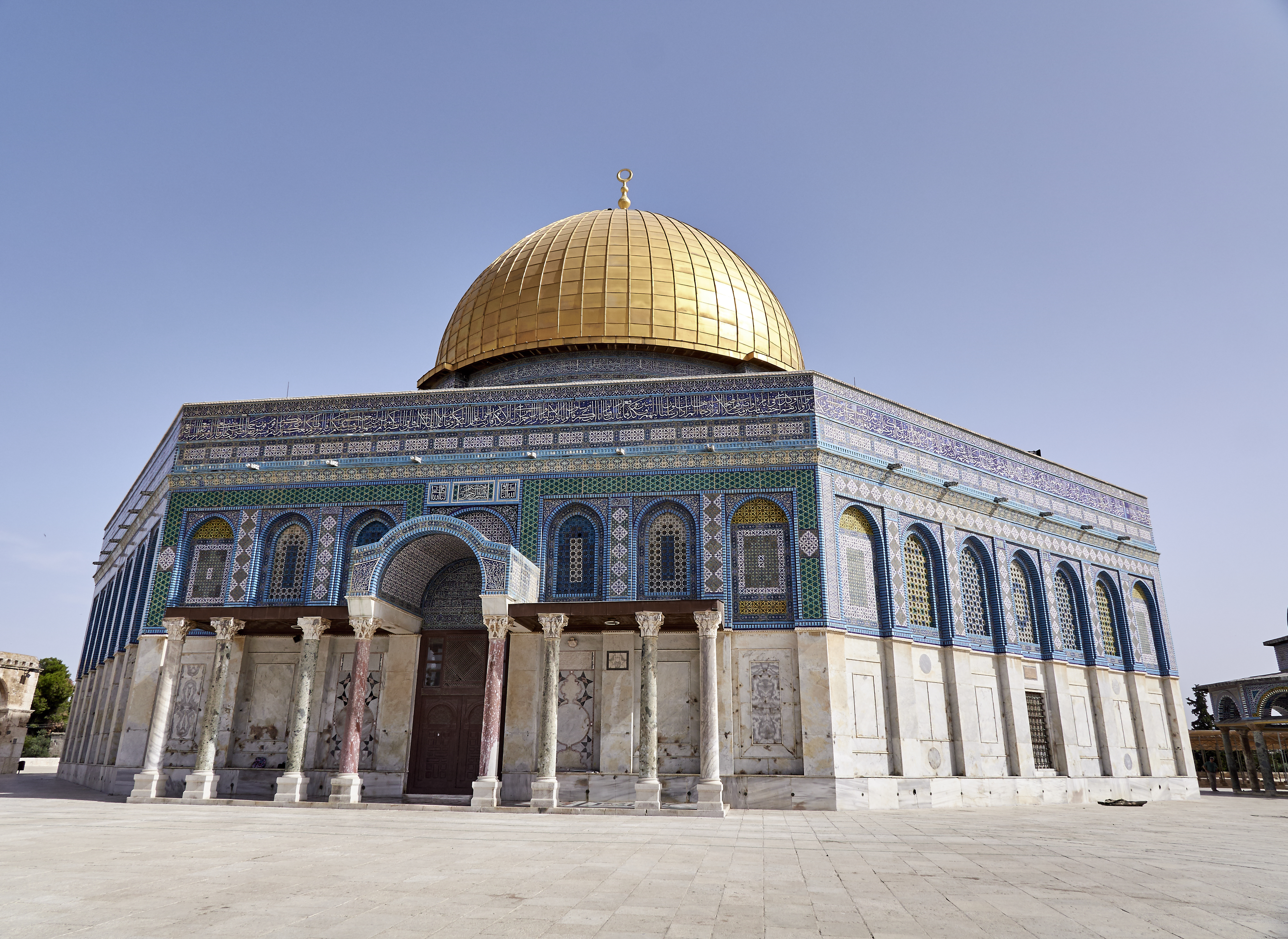
Cúpula de la Roca (692 d. C.), una de las primeras construcciones árabes en Palestina.

La historia de los árabes en Palestina comienza con las primeras peregrinaciones gasánidas a Tierra Santa, durante el período bizantino. Tras la conquista musulmana, los árabes se establecieron en Palestina. Durante la segunda parte del período otomano, la región se nutrió de oleadas de inmigración desde Palestina central y otras provincias del Imperio Otomano, Siria, Irak, Egipto, el actual Líbano.
Hoy en día, los árabes que viven en Palestina son palestinos y árabes israelíes.

## Antes de la conquista musulmana
La Palestina bizantina incluía una mayoría samaritana en Samaria, judía en Galilea, y en las demás regiones cristiana, compuesta por melquitas, hablantes de griego y arameo . En 542, se produjo una epidemia de peste bubónica que mató a un tercio de la población.
Durante este período, los cristianos árabes, los gasánidas, realizaron peregrinaciones a Tierra Santa.

## Dominación árabe
En 638, el califa Omar (634-644) anexó los territorios de Siria y Palestina. Jerusalén cae tras dos años de asedio. Sin embargo, judíos y cristianos permanecieron en Jerusalén, y los primeros musulmanes, árabes procedentes de la península arábiga, comenzaron a establecerse allí. Alrededor del año 691, el « Cúpula de la Roca » se construye en Jerusalén. Salih ibn Ali, wali de Egipto, es nombrado gobernador de Palestina. Del 792 al 793 estalló un conflicto entre las tribus beduinas Mudhar y Yamani. En el siglo X, la dinastía fatimí se opuso a los ataques turcos, beduinos y bizantinos y extendió su imperio sobre Palestina en 972.

### Entre cruzados y reinos musulmanes
El 15 de julio de 1099, Jerusalén fue tomada por los cruzados y una gran parte de los habitantes musulmanes y judíos fueron masacrados. El reino franco de Jerusalén fue fundado y duró poco menos de dos siglos.
En junio de 1101, durante la batalla de Rama, Balduino I aplastó al ejército egipcio del general emir Al Sawla al Qavasi. En mayo de 1102, durante la segunda batalla de Rama, 20 000 guerreros egipcios desembarcaron y tomaron por sorpresa al rey Balduino y sus caballeros, quienes fueron masacrados. El rey consigue escapar, pero Jerusalén se encuentra indefensa, pero, curiosamente, los egipcios no intentan nada y se marchan. En 1113, los ejércitos sirios de Mawdûd, atabek de Mosul y Tughtekin, emir de Damasco, atacaron las ciudades francas de Galilea. El rey Balduino I se enfrentó a ellos durante la batalla de Sinn al'Nabra que perdió, pero se salvó con la llegada de refuerzos del principado de Antioquía y del condado de Trípoli y finalmente los sirios se retiraron.

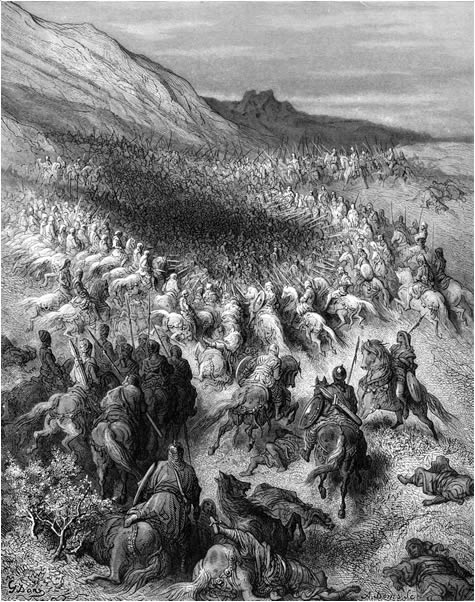
Batalla de los Cuernos de Hattin (1187)

En 1118, varios antiguos cruzados se casaron con mujeres árabes y adoptaron muchas costumbres orientales, formando una población llamada «potros». La persecución obligó a un gran número de judíos a exiliarse, así como a musulmanes. Finalmente, los cruzados intentaron una colonización de los asentamientos latinos que no duró mucho, ya que el clero latino se negó a conceder la igualdad a los armenios.
A partir de la década de 1180, Salah al-Dîn, conocido como Saladino, extendió su hegemonía sobre el Medio Oriente musulmán como sultán de Egipto y fundó la dinastía ayubí. Aunque religiosamente tolerante, quería poner fin a la dominación política de los cruzados. a quien derrotó en la batalla de Hattin. Entró en Jerusalén como vencedor en octubre de 1187 y restauró las mezquitas de Jerusalén al Islam, dejando el Santo Sepulcro para el culto cristiano y permitiendo a los judíos reconstruir el Muro de las Lamentaciones. Este suceso, apenas conocido en Europa, motivó la convocatoria de la Tercera Cruzada. Con la derrota de los cruzados y la victoria de Saladino, la comunidad judía se restableció en Jerusalén mientras los cruzados conservaron Acre y la región costera.
Jerusalén fue devuelta brevemente a los cruzados en 1229 mediante un acuerdo entre los ayubíes, pero regresó definitivamente a los musulmanes en 1244. Los mamelucos, que derrocaron a los ayubíes en 1250, tomaron Acre en 1291, poniendo fin al dominio cruzado.

### El período mameluco (1250 - 1516)
Después de los ayubíes, del siglo XIII al XVI, los mamelucos egipcios, creados en 1230, tomaron el poder en Egipto en 1250 y extendieron su poder sobre Palestina y Siria.
En 1516, el sultán otomano Selim I derrotó a los mamelucos y extendió su poder a todo Oriente Medio.

## El período otomano (1516 - 1917)

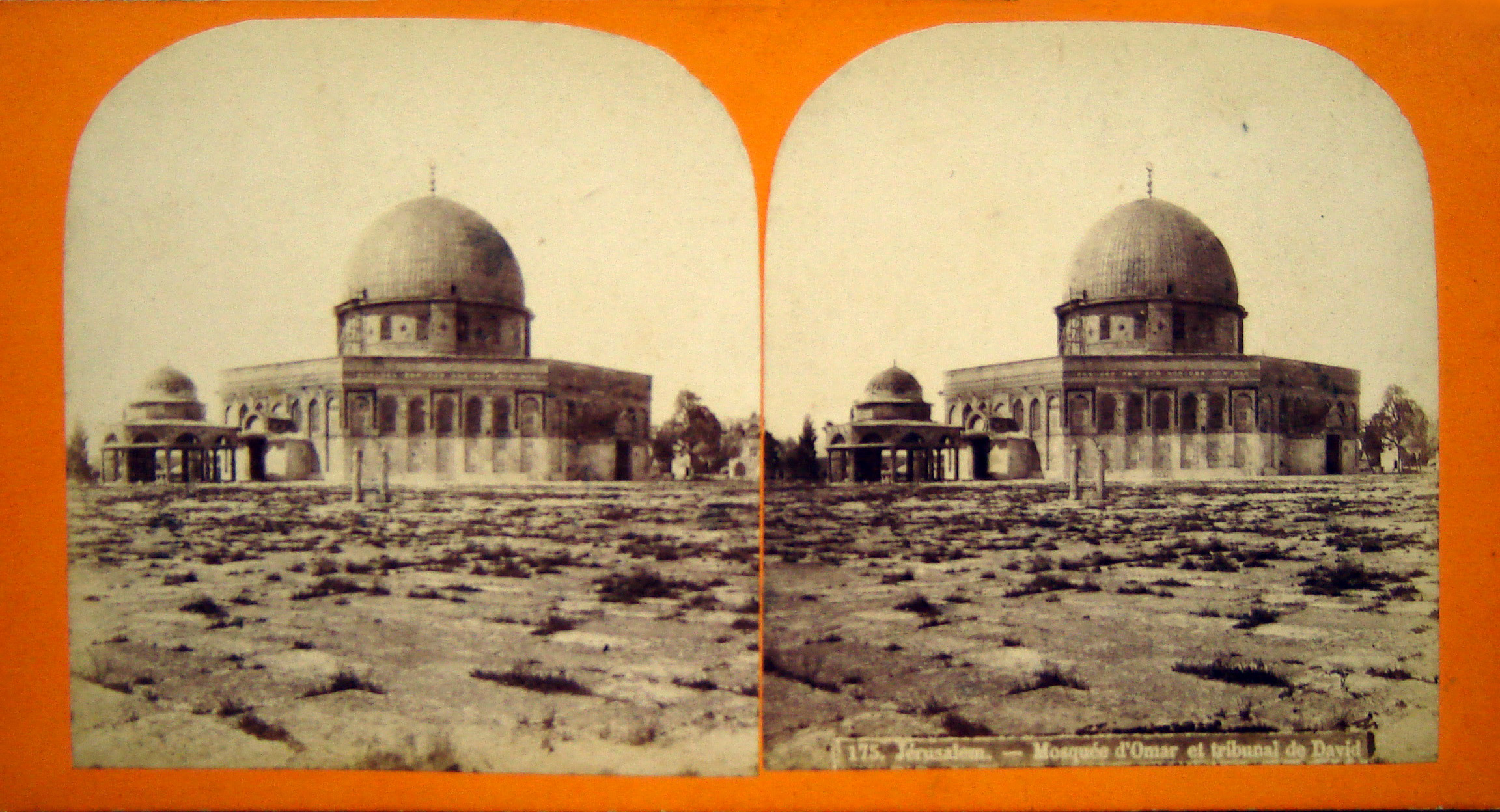
Fotografía de la Cúpula de la Roca (finales del)

John Lewis Burckhardt describe las migraciones del siglo XVIII, debido a la opresión del gobierno, por un lado, y de los beduinos, por el otro, que redujeron a los Fellahs de Hauran a una condición poco diferente de la de los nómadas. A esto se suman las hambrunas recurrentes, a las que los habitantes de Hauran proporcionaban alimentos especiales para las hambrunas. La Siria otomana experimentó una última hambruna entre 1915 y 1918. Según Yehoshua Porath, la inmigración árabe bajo el Imperio Otomano apareció simultáneamente con la emigración a otras provincias del imperio. Sin embargo, el historiador Justin McCarthy, basándose en registros otomanos, postula que estas inmigraciones se mantuvieron relativamente bajas. La presencia de inmigrantes en Jerusalén y Hebrón quedó constatada en un censo otomano de 1905. El demógrafo Robert Bachi especifica que: «Entre 1800 y 1914, la población musulmana experimentó un aumento medio muy rápido, del orden de 6 a 4  ppm que puede compararse con la estimación de 4 ppm en los países llamados subdesarrollados entre 1800 y 1910 [así], parte del aumento de la población musulmana se debe a la inmigración».
De hecho, la forma de vida «nómada» de los árabes de la región, era común desde hacía mucho tiempo, como atestigua el informe Hope Simpson. Los drusos entraron en conflicto con las autoridades turcas y sus vecinos árabes, y se produjeron expulsiones y algunos se establecieron en Palestina.

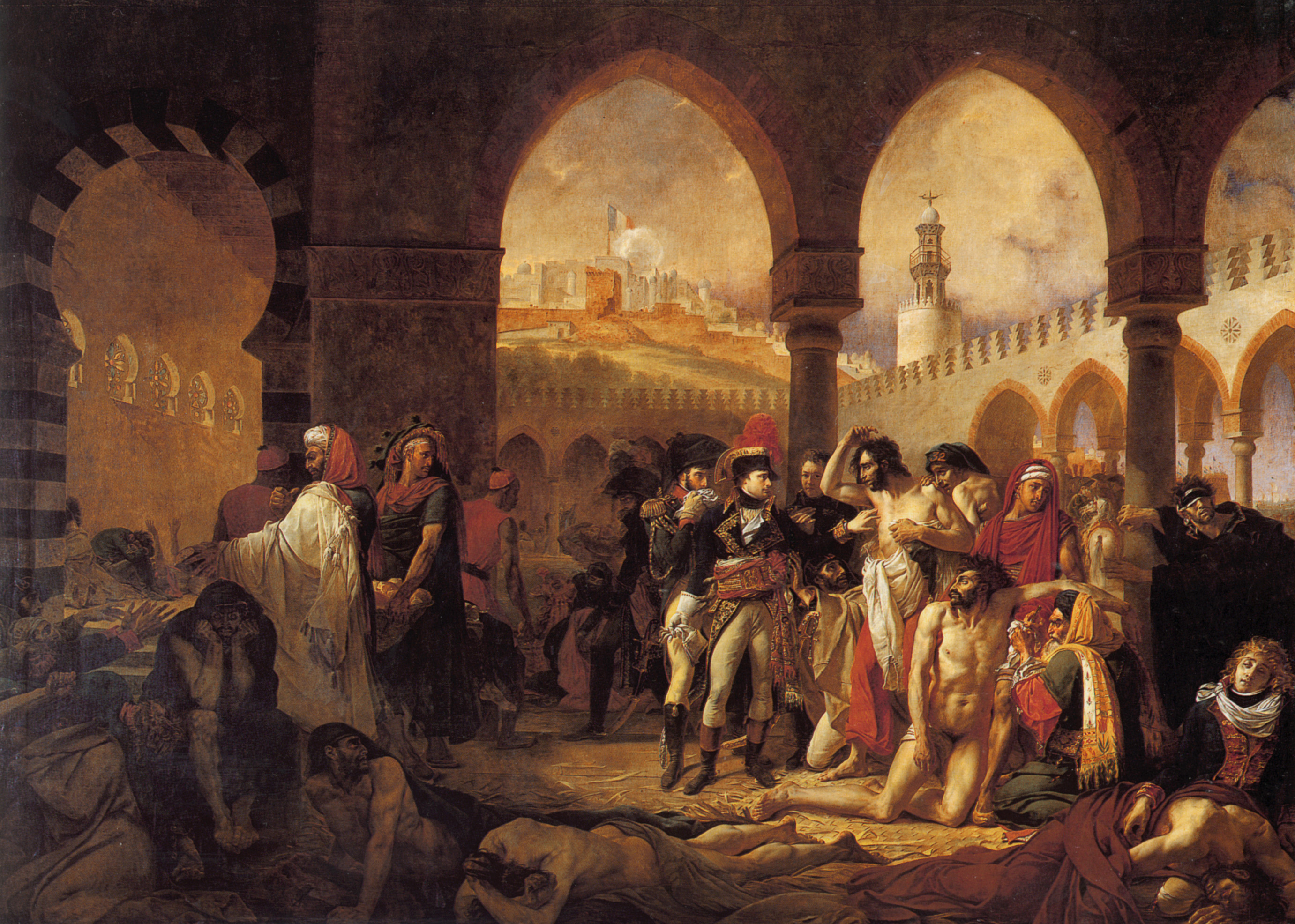
Antoine-Jean Gros, Bonaparte visitando a los apestados de Jaffa

Napoleón Bonaparte devastó en 1799 la región desde Gaza hasta Saint-Jean d'Acre, destruyendo ciudades, incluida Jaffa, quemando pueblos y provocando más de 20 000 muertes.Luego se vio obligado a ordenar la retirada, a causa de la peste y la oftalmía que abundaban en sus filas. Posteriormente, la región fue objeto de incursiones por parte de los beduinos que controlaban el valle del Jordán, las zonas costeras y el desierto de Negev.
En 1831, Mehmet Ali de Egipto invadió la región, lo que puso fin a los conflictos entre las tribus beduinas y algunos clanes fallah. Muchos Fellahs de la región huyeron a otras regiones. A esto siguió una emigración de agricultores egipcios, en particular aquellos que huían del servicio militar obligatorio.
En 1834, Ibrahim Pasha sofocó la revuelta campesina en Palestina y asentó egipcios en Beisan, Nablus, Irbid, Acre y Jaffa.
En otras regiones, especialmente en Safed, emigran diferentes poblaciones: Moros, kurdos, poblaciones turcas, albaneses, griegos, armenios, drusos y circasianos. En 1878, el Imperio austrohúngaro invadió Bosnia y siguió una emigración de bosnios hasta 1908, con la anexión de Bosnia, algunos fueron llevados a Palestina para fortalecer las filas del ejército otomano y otros se establecieron en el norte de Palestina, en Amán y en la llanura de Sharon. En Nablus, se dice que una parte significativa de la población tiene entre sus antepasados a samaritanos convertidos al Islam y «Arabizado». Charles Clermont-Ganneau sostiene, sin embargo, que «la raza no urbana, de moral sedentaria, de hábitos originales, incluso con un lenguaje lleno de particularidades, que ocupa Judea, particularmente la parte montañosa (...) no es en modo alguno, como suele admitirse, a la que pertenece las hordas nómadas de Arabia con los generales de Omar».
Durante el periodo otomano, la población descendió y osciló entre 150 000 y 250 000 habitants, y no fue hasta finales del siglo XIX cuando la población creció nuevamente, en particular gracias a la mejora de las condiciones sanitarias emprendidas por las autoridades otomanas y los misioneros cristianos. Así, la población casi se duplicó pasando de 350 000 en 1870 a 660 000 personnes en 1914. Además, la región experimentó un cambio económico y social importante, caracterizado por un desarrollo urbano, rural e industrial similar al de otras regiones otomanas. Sin embargo, la región también experimentó una alta tasa de mortalidad que historiador Justin McCarthy atribuyó a las guerras libradas por el ejército otomano en la región. Léon de Laborde informó sobre las hambrunas en la provincia de Hauran y en Palestina, durante el siglo XIX, provocada por las invasiones de langostas que asolaron la región, destruyendo los cultivos y transmitiendo la plaga. Lo que provocó que la mayoría de sus habitantes emigraran. En 1865, una epidemia de cólera causó estragos en la ciudad de Tiberíades, que duraron hasta 1866.
La malaria afectó principalmente a la región de Galilea y las zonas con aguas estancadas, hasta el punto de que la tasa de mortalidad infantil llegó a más de 80 % en Galilea y fue sólo gracias a las medidas sanitarias británicas y sionistas que la mortalidad se redujo al 35-40 % a principios de 1940, y posteriormente fue erradicado en 1946. Pioneros sionistas de finales del siglo XIX también reportaron casos de disentería, gripe y enfermedades estacionales. El informe de la Comisión Real Británica de 1913 señaló que la región estaba despoblada y permaneció económicamente estancada hasta la llegada de los primeros pioneros sionistas en 1880, quienes vinieron a reconstruir la tierra judía. Lewis French, director británico de desarrollo para Palestina, declaró en 1931: «Lo encontramos habitado por fellahs (granjeros árabes) que viven en barrios marginales de barro y sufren gravemente la malaria generalizada. Grandes superficies quedaron sin cultivar. […] Casi no había seguridad pública, los fellahs estaban constantemente sujetos al saqueo de sus vecinos nómadas, los beduinos» .

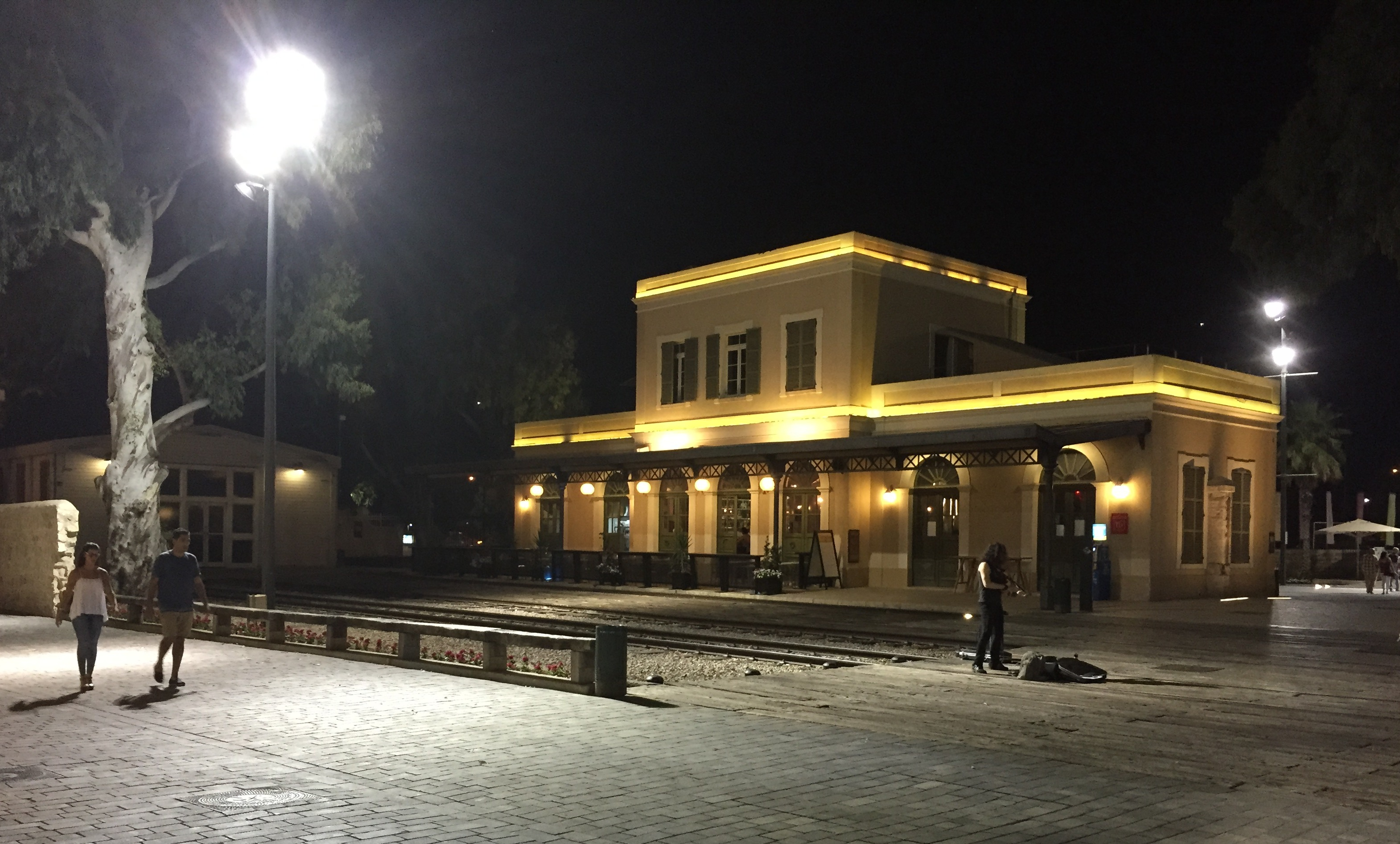
Estación turca —ahora en desuso y transformada en restaurante— en Jaffa

Bajo el Imperio Otomano, Yosef Navon construyó la primera línea ferroviaria en Oriente Medio que conectaba Jaffa con Jerusalén, luego conectó con Gaza y posteriormente con Nablus. Lo que contribuyó al crecimiento económico de Palestina.
Los otomanos provocaron un éxodo de la población árabe, de aproximadamente 35 000 personnes entre 1915 y 1919. Durante los combates contra los británicos, estos expulsaron a los 80 000 árabes de Gaza. Se considera que el aumento de la población de Palestina después de 1880 se debe al aumento natural de la población así como al simple asentamiento de poblaciones árabes procedentes del Medio Oriente atraídas por las «oportunidades» ofrecidas por la inmigración judía (sobre todo porque no existía frontera entre las dos orillas del Jordán). De hecho, el aumento de casi un millón de personas en el espacio de un siglo fue impulsado por oleadas de inmigración desde Palestina central y otras provincias del Imperio Otomano, Siria, Irak, Egipto y el actual Líbano. Así, muchos recién llegados de regiones vecinas poblaron la región a finales del siglo XIX. A partir del siglo XIX, muchas tribus beduinas emigraron gradualmente de las regiones desérticas a las de Palestina y Transjordania.

## El mandato británico
La administración británica permitió la instalación de infraestructuras y el desarrollo de la red ferroviaria y de carreteras. Así, entre 1922 y 1931, el kilometraje de las carreteras pavimentadas aumentó de 450 a 922 km. Los británicos desarrollaron el puerto de Haifa, entonces en competencia con el de Beirut.
En 1920, la Sociedad de Naciones informó que en ese momento había apenas 700 000 personas en Palestina, de las cuales 235 000 vivían en grandes ciudades y 465 000 en pequeños pueblos o aldeas.
Según estimaciones de Itzhak Galnoor, aproximadamente 100 000 árabes emigraron a la Palestina del Mandato entre 1922 y 1948. La de 1919 a 1939, de Martin Gilbert, es 50 000. En los años siguientes, la provincia de Hauran experimentó una hambruna, tras la que había ocurrido durante la Primera Guerra Mundial. Este flagelo habría provocado inmigración a las regiones de Palestina en rápido desarrollo. Los británicos establecieron cuotas para la inmigración judía, al tiempo que toleraban la inmigración árabe de Siria y Egipto (sin controlar las fronteras del mandato). En 1933, una orden británica permitió a árabes y beduinos adquirir libremente tierras baldías. La llanura costera estuvo habitada por muchos trabajadores egipcios, algunos de los cuales fueron empleados por los británicos en la construcción de los ferrocarriles. Los escritos británicos de 1918 ya mencionaban una abundante presencia egipcia, particularmente en Gaza. El gobernador del Sinaí describió esta inmigración como la que permitiría reducir la miseria de la población árabe.
El demógrafo Robert Bachi, basándose en los censos británicos de 1922 y 1931, dedujo un número mínimo de 70 000 migrantes, lo que representa 11,6 % de la población árabe en 1931. El Real Instituto Británico de Asuntos Internacionales informa que el número de inmigrantes procedentes de Siria y Transjordania es desconocido, pero probablemente considerable. El Libro Azul de Palestina de 1937 informaba sobre el fenómeno, añadiendo que, sin embargo, no puede enumerarse ni ser objeto de estimaciones fiables. De 1922 a 1944, la población árabe asentada entre Tel Aviv y Haifa se triplicó y la de Jaffa a la frontera egipcia se duplicó tras una fuerte inmigración, particularmente en Yavné. Con un crecimiento de la población árabe del 0,8 % desde 1922, la población árabe debió haber sido de 785 000 en 1947 según las estimaciones, pero en 1947 era de 1,2 a 1,3 millones. Estos estaban concentrados en la región de Haifa y eran trabajadores asalariados que vivían en chozas improvisadas. En la década de 1930, las dificultades económicas llevaron a muchos de ellos a la pobreza, en ocasiones extrema.
A principios de siglo, algunos árabes expresaron su simpatía por el movimiento sionista y lo consideraron capaz de traer prosperidad. Dawood Barakat, editor del periódico egipcio Al-Ahram, escribió así en 1914: «se necesitan sionistas para el país: el dinero que traerán, sus conocimientos, su inteligencia y la industrialización que los caracteriza contribuirán sin duda a la regeneración del país». Hussein Al-Qibla, guardián de los lugares sagrados de Arabia Saudita, escribió en 1918: «Los recursos y el suelo virgen del país serán desarrollados por inmigrantes judíos. […] Vimos judíos de países extranjeros llegar a Palestina desde Rusia, desde Alemania, desde Austria, desde España, desde América». En 1931, los pioneros sionistas habían hecho cultivable un tercio del territorio.

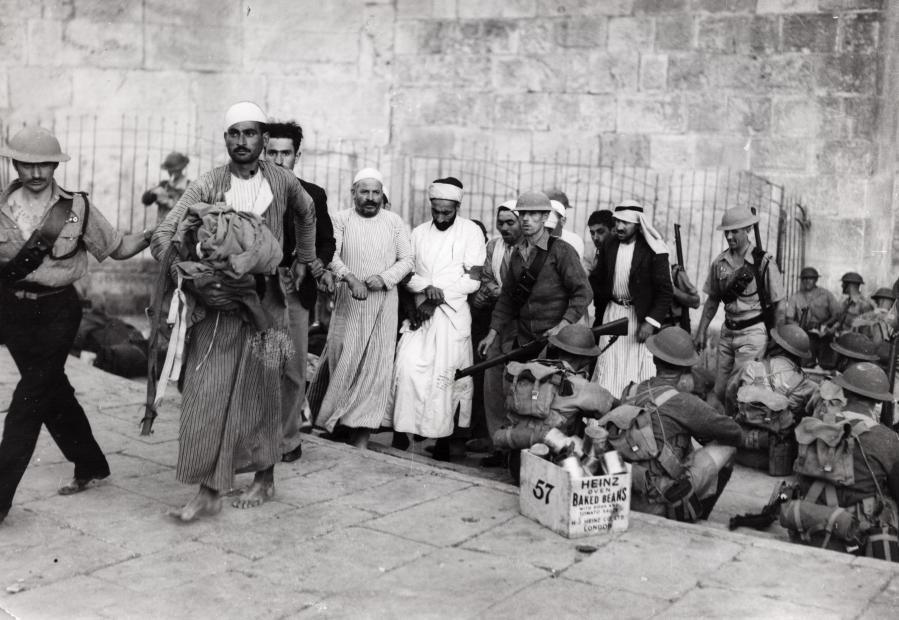
Insurgentes árabes arrestados por soldados británicos en Jerusalén durante la revuelta de 1936-1939

En 1929, hubo una serie de disturbios en Palestina.De 1936 a 1939, los árabes iniciaron una revuelta contra las autoridades británicas y contra los judíos.

## Desde 1948
En 1948, la población de Palestina aumentó a 1 900 000 personas, de las cuales el 68 % eran árabes y el 32 %, judíos (informe UNSCOP, incluidos los beduinos).
El 14 de mayo de 1948, el Estado de Israel obtuvo su independencia. Al día siguiente, los países fronterizos, apoyados por la Liga Árabe y las milicias árabes, lanzaron una ofensiva conjunta contra el recién creado Estado judío. La guerra provocó la expulsión de árabes de Palestina, que se encontraron en campos de refugiados y víctimas de persecución en sus países de acogida. En estas condiciones, se fomentó el surgimiento de una identidad palestina distinta. Esto llevó a la creación de un movimiento nacional palestino, basado en tres demandas fundamentales: la abolición de Israel en favor del Estado de Palestina y la aplicación del derecho de retorno de los palestinos a Palestina.